# Emre Can
Emre Can (* 12. ledna 1994 Frankfurt nad Mohanem) je německý profesionální fotbalista s tureckými kořeny, který hraje na pozici defensivního záložníka za německý klub Borussia Dortmund, jehož je kapitánem, a za německý národní tým. Je muslimského vyznání.

## Klubová kariéra
Svou seniorskou kariéru zahájil v Bayernu Mnichov, kde hrál převážně za rezervní tým, než v roce 2013 přestoupil do Bayeru Leverkusen.
V létě 2014 se přesunul do anglického Liverpoolu, v jehož dresu si připsal více než 150 utkání ve všech soutěžích, a v roce 2018 přestoupil do Juventusu. V roce 2020 odešel do Borussie Dortmund.

## Reprezentační kariéra
Emre nastupoval za německé mládežnické výběry od kategorie U15.
Zúčastnil se Mistrovství světa hráčů do 17 let 2011 v Mexiku, kde mladí Němci získali bronzové medaile. Trenér Horst Hrubesch jej nominoval na Mistrovství Evropy hráčů do 21 let 2015 konané v Praze, Olomouci a Uherském Hradišti.
V A-mužstvu Německa debutoval 4. 9. 2015 v kvalifikačním zápase ve Frankfurt nad Mohanem proti reprezentaci Polska (výhra 3:1).
Trenér Joachim Löw jej zařadil do závěrečné 23členné nominace na EURO 2016 ve Francii. Na turnaji nastoupil pouze v semifinále proti Francii (prohra 2:0), když nahradil zraněného Samiho Khediru.
V roce 2017 vyhrál s Německem Konfederační pohár FIFA 2017.
Dne 19. května 2021 byl Can povolán na EURO 2020. Na turnaji se nastoupil do tří utkání jako náhradník, Německo vypadlo v osmifinále s Anglií.
Dne 12. června 2024, dva dny před úvodním zápasem reprezentace na EURO 2024, byl Can povolán do německého týmu jako náhrada za Aleksandara Pavloviće, který z nominace vypadl kvůli angíně. 14. června Can vystřídal v 80. minutě Toniho Kroose v úvodním zápase turnaje proti Skotsku a ve třetí minutě nastaveného času vstřelil pátý gól Německa při výhře 5:1.